# Internazionali Femminili di Tennis di Brescia 2011
Gli Internazionali Femminili di Tennis di Brescia 2011 sono stati un torneo professionistico di tennis femminile giocato sulla terra rossa. È stata la 4ª edizione del torneo, che fa parte dell'ITF Women's Circuit nell'ambito dell'ITF Women's Circuit 2011. Si è giocato a Brescia in Italia dal 16 al 21 maggio 2011.

## Partecipanti

### Teste di serie
| Nazionalità   | Giocatrice               | Ranking* | Testa di serie |
| ------------- | ------------------------ | -------- | -------------- |
| Austria       | Patricia Mayr-Achleitner | 112      | 1              |
| Spagna        | Estrella Cabeza Candela  | 200      | 2              |
| Italia        | Anna-Giulia Remodina     | 228      | 3              |
| Italia        | Julia Mayr               | 232      | 4              |
| Australia     | Isabella Holland         | 247      | 5              |
| Liechtenstein | Stephanie Vogt           | 265      | 6              |
| Ucraina       | Iryna Burjačok           | 270      | 7              |
| Italia        | Giulia Gatto-Monticone   | 276      | 8              |

- Ranking al 9 maggio 2011.

### Altre partecipanti
Giocatrici che hanno ricevuto una wild card:
- Francesca Mazzali
- Martina Parmigiani
- Tjaša Šrimpf
- Giulia Sussarello

Giocatrici che sono passate dalle qualificazioni:
- Elora Dabija
- Federica di Sarra
- Vivien Juhászová
- Lesley Kerkhove
- Silvia Njirić
- Teliana Pereira
- Milana Špremo
- Erika Zanchetta

## Campionesse

### Singolare
Iryna Burjačok ha battuto in finale  Giulia Gatto-Monticone con il punteggio di 6(5)–7, 6–2, 6–2

### Doppio
Karen Castiblanco /  Fernanda Hermenegildo hanno battuto in finale  Evelyn Mayr /  Julia Mayr, 4–6, 6–3, [10–6]